# Hà Huy Thông
Hà Huy Thông (sinh ngày 12 tháng 6 năm 1957) là nhà ngoại giao và chính khách người Việt Nam. Ông nguyên là Đại sứ đặc mệnh toàn quyền Việt Nam tại Vương quốc Hà Lan (2006–2010), Phó Đại sứ đầu tiên của Việt Nam tại Hoa Kỳ, Vụ trưởng Vụ Tây Á – châu Phi của Bộ Ngoại giao, Phó Chủ nhiệm Ủy ban Đối ngoại của Quốc hội. 
Hà Huy Thông theo học tại Trường Đại học Ngoại giao khóa X (1975–1980). Sau khi tốt nghiệp, ông công tác tại Bộ Ngoại giao, sau đó theo học tại Đại học Quốc gia Singapore và Đại học Harvard, trải qua nhiều chức vụ quan trọng tại Bộ Ngoai giao về các vấn đề liên quan tới Hoa Kỳ và Liên Hợp Quốc. Hà Huy Thông được coi là một trong những "kiến trúc sư" trong quá trình Bình thường hóa quan hệ ngoại giao Hoa Kỳ – Việt Nam thông qua con đường ngoại giao và luật pháp. Năm 2011, ông được Chủ tịch nước phong hàm Đại sứ đặc mệnh toàn quyền.
Sau khi rời Bộ Ngoại giao, Hà Huy Thông là Đại biểu Quốc hội khóa XIII (2011–2016) thuộc đoàn đại biểu tỉnh Thừa Thiên Huế, đồng thời giữ chức Phó Chủ nhiệm Ủy ban Đối ngoại của Quốc hội, kiêm đồng Chủ tịch Nhóm đối thoại (kênh 2) giữa Việt Nam – Hoa Kỳ về Chất độc da cam. Hà Huy Thông cũng là một trong những đại biểu tham gia tích cực xây dựng và góp ý cho Luật Thủ đô.
Từ năm 2013, Hà Huy Thông tham gia một số tổ chức thuộc Liên hiệp các tổ chức Hữu nghị Việt Nam và hiện là Phó Chủ tịch Hội hữu nghị và hợp tác Việt Nam – Hà Lan. Ông là tác giả của nhiều bài nghiên cứu, tham luận và tư liệu giảng dạy cho Học viện Ngoại giao.

## Tiểu sử
Hà Huy Thông sinh ngày 12 tháng 6 năm 1957 tại Hà Nội, nguyên quán xã Cẩm Hưng, huyện Cẩm Xuyên, tỉnh Hà Tĩnh. Cha ông là Hà Huy Tâm, chuyên gia cao cấp của Bộ Ngoại giao và là cháu gọi chú với cố Tổng Bí thư Hà Huy Tập. Ông có một người em trai là Hà Huy Tuấn (sinh 1959), nguyên Phó Chủ tịch Ủy ban giám sát Tài chính Quốc gia.
Hà Huy Thông theo học tại Trường Đại học Ngoại giao khóa X (1975–1980), Cử nhân Ngoại giao, Quản lý hành chính cao cấp. Ngay sau khi tốt nghiệp, ông làm việc tại Bộ Ngoại giao và từng được làm phiên dịch cho sĩ quan tình báo cao cấp của Hoa Kỳ khi tới Việt Nam vào tháng 9 năm 1982. Sau đó, ông có thời gian ngắn thực hiện nghĩa vụ quân sự (1983–1985). Ông tiếp tục theo học và tốt nghiệp Thạc sĩ Quản lý công tại Đại học Quốc gia Singapore, rồi quay về Bộ Ngoại giao phụ trách các vấn đề liên quan tới Hoa Kỳ và Liên Hợp Quốc.

## Sự nghiệp ngoại giao

### Quan hệ Việt Nam – Hoa Kỳ
Từ năm 1987 tới 1990, Hà Huy Thông được bổ nhiệm Tuỳ viên báo chí tại Phái đoàn thường trực Việt Nam bên cạnh Liên Hợp Quốc tại New York. Hà Huy Thông là một trong những cán bộ cao cấp tham dự cuộc đàm phán đầu tiên giữa Hoa Kỳ và Việt Nam về Bình thường hóa quan hệ ngoại giao diễn ra vào tháng 6 năm 1990 giữa Bộ trưởng Nguyễn Cơ Thạch và Ngoại trưởng Hoa Kỳ James Baker, sau đó là cuộc đàm phán vào tháng 11 năm 1991 tại New York giữa Thứ trưởng Bộ Ngoại giao Lê Mai và Trợ lý Ngoại trưởng Hoa Kỳ Richard Solomon.
Sau khi Tổng thống Hoa Kỳ Bill Clinton dỡ bỏ cấm vận và lập quan hệ với Việt Nam ở cấp Cơ quan liên lạc vào đầu năm 1994, Hà Huy Thông được bổ nhiệm làm Trưởng đoàn tiền trạm mở Cơ quan liên lạc tại Washington D.C. Công việc hoàn thành vào tháng 2 năm 1995, và Cơ quan liên lạc của Việt Nam tại Washington D.C. chính thức trở thành Đại sứ quán Việt Nam tại Hoa Kỳ vào ngày 5 tháng 8. Tháng 10 cùng năm, Hà Huy Thông tham gia tháp tùng Chủ tịch nước Lê Đức Anh và phu nhân tham dự lễ kỷ niệm 50 năm thành lập Liên Hợp Quốc — đây là buổi gặp chính thức đầu tiên của một nguyên thủ Cộng hòa xã hội chủ nghĩa Việt Nam với Tổng thống Hoa Kỳ.
Từ năm 1995, Hà Huy Thông trở thành Tham tán, rồi Tham tán Công sứ – Phó Đại sứ Việt Nam tại Hoa Kỳ. Đầu năm 1997, ông từng có giai đoạn ngắn là Đại biện lâm thời, khi Đại sứ Lê Văn Bàng về nước hoàn tất các thủ tục bổ nhiệm Đại sứ đặc mệnh toàn quyền Việt Nam tại Hoa Kỳ. Tháng 5 năm 1997, hai nước lần đầu tiên trao đổi Đại sứ kể từ sau chiến tranh. Sau đó, Hà Huy Thông tiếp tục là Trưởng đoàn tiền trạm mở Tổng lãnh sự quán Việt Nam tại San Francisco vào cuối năm 1997.
Ông theo học Thạc sĩ Quản lý công tại Đại học Harvard (2000–2001), và có đóng góp tích cực cho công tác đón tiếp chuyến thăm lịch sử của Tổng thống Hoa Kỳ Bill Clinton tới Việt Nam vào tháng 11 năm 2000.

### Đại sứ Việt Nam tại Hà Lan
Sau khi trở về nước, Hà Huy Thông là Vụ trưởng Vụ Tây Á – châu Phi của Bộ Ngoại giao (2002–2006). Ông là một trong những cán bộ cao cấp tháp tùng Thủ tướng Phan Văn Khải thăm chính thức Algérie, Maroc và Nam Phi vào tháng 4 năm 2004. Đây là chuyến thăm châu Phi đầu tiên sau 30 năm của lãnh đạo Chính phủ Việt Nam kể từ năm 1974. Sau đó vào năm 2005, ông tiếp tục tháp tùng Chủ tịch Quốc hội Nguyễn Văn An thăm châu Phi.
Tháng 6 năm 2006, Hà Huy Thông được bổ nhiệm là Đại sứ Việt Nam tại Vương quốc Hà Lan. Ông kết thúc nhiệm kỳ vào tháng 5 năm 2010. Không lâu sau, ông được Chủ tịch nước Nguyễn Minh Triết phong hàm Đại sứ đặc mệnh toàn quyền.
Hà Huy Thông là một trong những cán bộ cao cấp tháp tùng Chủ tịch nước Trương Tấn Sang trong chuyến thăm chính thức Hoa Kỳ năm 2013. Năm 2015, ông cũng tham gia đoàn tháp tùng Chủ tịch Quốc hội Nguyễn Sinh Hùng tới thăm Hoa Kỳ.

## Đại biểu Quốc hội
Năm 2011, Hà Huy Thông kết thúc hoạt động tại Bộ Ngoại giao. Tháng 7 cùng năm, ông trở thành đại biểu Quốc hội, đại diện cho huyện Phú Vang, huyện Phú Lộc và huyện Nam Đông (tỉnh Thừa Thiên Huế), nhiệm kỳ 2011–2016. Ông kiêm nhiệm chức Phó Chủ nhiệm Ủy ban Đối ngoại của Quốc hội, đồng Chủ tịch Nhóm đối thoại (kênh 2) giữa Việt Nam – Hoa Kỳ về Chất độc da cam. 
Trong vai trò đại biểu quốc hội, Hà Huy Thông tiếp tục có những đóng góp quan trọng cho quan hệ Việt Nam – Hoa Kỳ, đặc biệt trong các vấn đề liên quan tới Thỏa thuận về việc cấp thị thực giữa hai quốc gia. Ông cũng thường xuyên tham dự và chủ trì các hội nghị và diễn đàn liên quan tới các vấn đề Liên Hợp Quốc.
Hà Huy Thông là một trong những đại biểu tham gia tích cực trong quá trình sửa đổi Luật Quốc tịch Việt Nam, cụ thể trong vấn đề bỏ hạn đăng ký giữ quốc tịch. Ông cũng từng đóng góp ý kiến cho sửa đổi Luật Tổ chức Chính phủ, Luật Thống kê, và nhiều vấn đề luật pháp khác. Đặc biệt, với kinh nghiệm nhiều năm làm việc tại các đô thị hàng đầu thế giới, ông thường xuyên đóng góp xây dựng và chia sẻ góc nhìn về quy hoạch và phát triển bền vững để hoàn thiện Luật Thủ đô.
Dù làm ngoại giao hay làm nghị sĩ thì đều phải nắm vững và thực hiện đường lối đối ngoại của Đảng và Nhà nước, đặt lợi ích quốc gia, dân tộc lên trên hết.— Hà Huy Thông, 2021, Thế giới và Việt Nam

## Nghỉ hưu
Sau khi nghỉ hưu năm 2016, Hà Huy Thông giảng dạy tại Học viện Ngoại giao, đồng thời tiếp tục có những bài viết liên quan tới quan hệ ngoại giao Việt Nam với Hoa Kỳ, với Liên Hợp Quốc, và các vấn đề phát triển bền vững. Ông là thành viên của Liên hiệp các tổ chức Hữu nghị Việt Nam (VUFO) từ năm 2013, ủy viên Hội đồng Quỹ Hòa bình và Phát triển Việt Nam (VPDF), và giữ chức Phó Chủ tịch Hội hữu nghị Việt Nam – Hà Lan.
Tháng 1 năm 2020, ông được trao tặng Huân chương Tự do hạng III từ Chủ nhiệm Ủy ban Đối ngoại của Quốc hội Lào Eskavang Vonvachit.